# تمساح دونغوز
تمساح دونغوز(تسمية ثنائية:†Dongusuchus) هو جنس منقرض يتبع @34@العظائيات الخفية من مشطيات القدم الطيرية.